# Seawalkers
Seawalkers ist eine Romanreihe von Katja Brandis, von der seit 2019 sechs Teile im Arena Verlag erschienen sind.

## Entstehung
Die Autorin Katja Brandis war mit der von 2016 bis 2019 entstandenen sechsteiligen Romanreihe Woodwalkers bereits erfolgreich. Die Handlung der Seawalkers-Romane lehnt sich hieran an. Der sechste Band, Im Visier der Python, ist im Januar 2022 erschienen. Wie die Vorgängerreihe Woodwalkers umfasst die Romanreihe insgesamt sechs Bände.
1. Gefährliche Gestalten
2. Rettung für Shari
3. Wilde Wellen
4. Ein Riese des Meeres
5. Filmstars Unterwasser
6. Im Visier der Python

Zudem ist das Special „Seawalkers & Friends Dreizehn Wellen“ im September 2024 erschienen. Dieses Buch beinhaltet 13 Kurzgeschichten über verschiedene Charaktere.

## Figuren

### Freunde
Tiago Anderson
Die Hauptperson der sechsteiligen Buchreihe heißt Tiago, ein netter und hilfsbereiter Teenager. Er hat kaffeefarbene Haut und meerblaue Augen.
Das Einzige, was ihn von einem normalen Teenie unterscheidet, ist, dass er ein Seawalker ist, dessen zweite Gestalt ein Tigerhai ist, weshalb er Probleme damit hat, seine Wut zu kontrollieren. Tiago wuchs als normaler Junge bei seinem Onkel Johnny auf, da seine Eltern angeblich bei einem Autounfall ums Leben kamen. Er ging auf eine normale Schule, bis er eines Tages durch einen Unfall erfuhr, dass er ein Seawalker ist.
Da Haie keine große Verbindung zu ihren Kindern verspüren, haben seine Eltern ihn als Kind verlassen und ihn seinem Onkel Johnny überlassen. Johnny, der auch ein Seawalker (ein Zackenbarsch) ist, brachte Tiago auf die Seawalker-Schule Blue Reef Highschool.
Wegen seiner zweiten Gestalt hatten anfangs alle Angst vor ihm, aber das mutige Delfinmädchen Shari und das Gürteltier Jasper freundeten sich schnell mit Tiago an.
Jasper Tillman
Jasper ist schüchtern, nett und hilfsbereit und Tiagos bester Freund und Mitbewohner. Unter dem Doppelstockbett, in dem Tiago und er schlafen, hat er sich aus Erde und Sand eine Art Erdhöhle gebaut.
In seiner zweiten Gestalt ist er ein Gürteltier, somit ist er eigentlich ein  Woodwalker, da er aber nicht weit von seinem Zuhause entfernt bleiben wollte, ging er auf die Blue Reef Highschool. Jasper hat kurze, dunkelbraune Haare  und eine Brille. An der Blue Reef Highschool ist er das einzige Landtier, aber nur solange, bis Panther-Wandlerin Noemi an die Schule kommt.
Shari Seaborn
Shari ist die feste Freundin von Tiago.
Sie wuchs als Delfin auf und findet sich schlecht in der Menschenwelt zurecht, was ihr viele Probleme einhandelt.
Mit ihrer Verwandlung kommt sie ebenfalls nicht so gut zurecht, da sie als Delfin im Meer nicht viel Gelegenheit hatte, sich zu verwandeln. In ihrer ersten Gestalt ist sie ein hübsches Mädchen mit blonden Locken, weshalb sie auch bei anderen Jungen begehrt ist. Sie selbst war allerdings nicht so zufrieden mit ihrem Äußeren. An der Blue Reef Highschool gehört sie zu der Delfinclique. Ihre beste Freundin Blue und Maori-Junge Noah gehören ebenfalls dazu. Shari ist nett, fröhlich und eine unverbesserliche Optimistin. In der Cafeteria der Schule isst sie am liebsten Pfannkuchen.
Edward "Rocket" Albright
Rocket war auf derselben Highschool wie Tiago, bevor dieser die Schule wechselte. Als Tiago herausfindet, dass Rocket ein Woodwalker ist, freundet er sich, trotz vorausgegangener Schwierigkeiten, mit ihm an und gemeinsam finden sie heraus, dass Rocket eine Ratte ist.
Rocket wirkt auf den ersten Blick grob und gemein, aber später merkt man, dass er zuverlässig, nett und ein begnadeter Technikfreak ist.
Nachdem Rocket herausgefunden hat, das er ein Gestaltwandler ist, bekommt er das Angebot, auf die Blue Reef Highschool zu gehen. Da es Rocket auf der gewöhnlichen Schule aber besser gefällt, lehnt er das Angebot ab und bleibt ein willkommener Gast.

### Feinde
Ella Lennox
Ella und ihre Freunde Tocco und Barry verbringen ihre Zeit gerne damit, andere Schüler zu mobben und fertigzumachen. Seit Tiago auf der Blue Reef Highschool ist, haben sie es ganz besonders auf ihn abgesehen. Ella ist fies, hochnäsig und sehr eingebildet, da ihre Mutter, die erfolgreiche Anwältin Lydia Lennox, eine große Sponsorin der Schule ist und ihr alles gibt, was sie sich wünscht. Ella hat blonde Haare und ist immer sehr stark geschminkt, trotzdem aber nicht sonderlich hübsch. In ihrer zweiten Gestalt ist sie eine Tigerpython.
Toco McBridge
Toco ist rücksichtslos und grob. Dazu passt auch seine zweite Gestalt als Alligator sehr gut. Er ist mit Barry und Ella befreundet.
Gemeinsam versuchen sie, Tiago das Leben so schwer wie möglich zu machen. Doch seit Toco das Wandlermädchen Daisy kennt, ist er wie verwandelt und in ihrer Gegenwart immer freundlich.
Barry Williams
Barry ist ebenso fies und rücksichtslos wie seine Freunde Ella und Toco und in zweiter Gestalt ein Barrakuda. Zusammen ärgern sie Tiago und viele andere. Aber irgendwann rennt er nicht mehr Ella nach und verbringt seine Zeit nicht mehr damit, andere zu ärgern. Ob die Liebe zu dem Hammerhai-Mädchen Carmen etwas an ihm verändert hat?
Lydia Lennox
Lydia Lennox ist die Mutter von Ella Lennox und ist eine sehr berühmte und reiche Anwältin. Sie arbeitet mit dem Schwerverbrecher Carl Bittergreen zusammen.
Lydia Lennox ist selber in mehrere Verbrechen verwickelt wie zum Beispiel Drogenschmuggel oder illegale Haikämpfe.
In der zweiten Reihe ist sie der Bösewicht und nimmt Carag sogar seine zweite Gestalt, aber sie wird besiegt.

## Inhalt
Die Hauptfigur ist Tiago, ein Seawalker. Walker sind Wesen, die zwischen ihrer menschlichen und ihrer Tiergestalt wechseln können. Als Seawalker bezeichnet man Wassertiere, als Woodwalker Landtiere und als Windwalker Vögel. Das höchste Gesetz der Wood- und Seawalker ist die Geheimhaltung ihrer Existenz vor den „normalen“ Menschen.

### Gefährliche Gestalten (Band 1)
Tiago wächst mit seinem Onkel Johnny im US-Bundesstaat Florida auf. Er findet heraus, dass er ein Seawalker ist und sich in einen Tigerhai verwandeln kann. Onkel Johnny, ebenfalls ein Seawalker, bittet ihn, auf ein vor kurzem gegründetes Internat speziell und ausschließlich für Seawalker zu gehen. Auf der Blue Reef Highschool angekommen, taucht der Puma-Wandler Carag mit einem Spezialauftrag auf. Tiago und sein Schwarm Shari sollen ihn auf der Suche nach den seltenen Florida-Panthern in die Everglades begleiten.

### Rettung für Shari (Band 2)
Tiago darf auf der Blue Reef Highschool vorerst bleiben. Dort gerät er immer wieder mit der zwielichtigen Anwältin Lydia Lennox aneinander. Er versucht, den Müllgangstern, die Naturschutzgebiete vergiften, auf die Spur zu kommen. Bei einem Menschenkunde-Ausflug nach Miami kommt es zum Finale, wobei er seine Delfinfreundin Shari aus großer Gefahr retten muss.

### Wilde Wellen (Band 3)
Zahlreiche Reptilien-Wandler aus den Everglades gehen seit neuestem auf die Blue Reef High und vor der Küste von Florida baut sich ein Hurrikan auf. Die Schüler müssen von der Schule fliehen, und als sie zurückkommen, ist die Blue Reef High in einem furchtbaren Zustand. Um die Reparaturen finanzieren zu können, müssen sie die Schule für Besuchertage öffnen. Tiago wird als Tigerhai von zwielichtigen Leuten gefangen, die illegale Schaukämpfe von Tauchern gegen Haie organisieren. Als er und die beiden anderen gefangenen Haie zur Blue Reef High kommen, demolieren die Reptilien-Wandler die Schule. Tiago und seine Mitschüler müssen sie zurückerobern.

### Ein Riese des Meeres (Band 4)
Die Blue Reef High ist für Tiago zu einem zweiten Zuhause geworden. Zusammen mit Shari und Finny setzt er sich dafür ein, dass der Buckelwal-Wandler Wave als neuer Schüler aufgenommen wird. Aber ist ein Wal nicht viel zu groß für die Schule? Als Wave in der Welt der Menschen unbeabsichtigt einen Fehler begeht und mit dem Gesetz in Konflikt gerät, müssen Tiago und seine Freunde ihn um jeden Preis aus der Sache raushauen. Dazu sind sie ausgerechnet auf die Hilfe der skrupellosen Anwältin Lydia Lennox angewiesen. Schon wittert die Python-Wandlerin ihre Chance, die Blue Reef High ein für alle Mal unter ihre Kontrolle zu bringen.

### Filmstars unter Wasser (Band 5)
Mr. Clearwater schafft es wieder nicht, das Theaterstück rechtzeitig fertig zu schreiben. Deshalb planen die Schüler, selber einen Film zu machen, in dem Tiago die Hauptrolle zusammen mit Ella hat. Dazu bewirbt sich Shari an einem richtigen Film als zweite Hauptdarstellerin. Gleichzeitig müssen sie sich vor der Anwältin und Feindin Tiagos Lydia Lennox in acht nehmen denn diese Person plant immer etwas böses um der Blue Reef Hight School und auch speziell Tiago zu schaden.

### Im Visier der Python (Band 6)
Die Gestaltwandler der Blue Reef Highschool machen eine Klassenfahrt nach Kalifornien. Dort sollen Tiago, Shari und Co die Schüler der Redcliff High kennen lernen. Bei einem Ausflug nach San Francisco bekommen sie es mit skrupellosen Tierschmugglern und kriminellen Umweltverschmutzern zu tun und entdecken ein schreckliches Geheimnis.

## Publikumserfolg
Schon der erste Band Gefährliche Gestalten gelangte in die Top 3 der Jugendbuch-Bestsellerliste des Spiegels. Der zweite Band Rettung für Shari sowie der vierte Band Ein Riese des Meeres kamen bis auf Platz 1, der dritte Band Wilde Wellen erreichte Platz 2. In Die Zeit LEO-Bestsellerliste schaffte es der zweite Band im März 2020 ebenfalls auf den ersten Platz.

## Bisher erschienene Romane
- Seawalkers (1). Gefährliche Gestalten. Arena Verlag, Würzburg (2019), ISBN 978-3-401-60444-2.
- Seawalkers (2). Rettung für Shari. Arena Verlag, Würzburg (2020), ISBN 978-3-401-60445-9.
- Seawalkers (3). Wilde Wellen. Arena Verlag, Würzburg (2020), ISBN 978-3-401-60527-2.
- Seawalkers (4). Ein Riese des Meeres. Arena Verlag, Würzburg (2021), ISBN 978-3-401-60528-9.
- Seawalkers (5). Filmstars unter Wasser. Arena Verlag, Würzburg (2021), ISBN 978-3 401-24147-0.
- Seawalkers (6) Im Visier der Python. Arena Verlag, Würzburg (2022), ISBN 978-3401605302.

## Belege
1. ↑  Mit Fantasie und Disziplin sueddeutsche.de
2. ↑  Seawalkers. Gefährliche Gestalten buchreport.de
3. ↑  buchreport.de Suchergebnis "seawalkers", abgerufen am 19. April 2021
4. ↑  Die ZEIT LEO-Bestsellerliste März vom 4. März 2020, Die Zeit